# Kys"ëgan
Il Kys"ëgan (in russo Кысъёган?) è un fiume della Russia siberiana occidentale, affluente di destra del Vach. Scorre nel Nižnevartovskij rajon del Circondario autonomo degli Chanty-Mansi-Jugra.
Il fiume ha origine nella parte orientale degli Uvali siberiani e scorre con direzione mediamente  sud-occidentale attraverso una zona paludosa; sfocia nel Vach a 662 km dalla foce. Il fiume ha una lunghezza di 205 km e il suo bacino è di 5 600 km². I maggiori affluenti, proveniente dalla destra idrografica sono il Lëkos (115 km) e il Lelen"ëgan (93 km).